# Myzocallis myricae
Myzocallis myricae är en insektsart som först beskrevs av Johann Heinrich Kaltenbach 1843.  Myzocallis myricae ingår i släktet Myzocallis och familjen långrörsbladlöss. Arten är reproducerande i Sverige. Inga underarter finns listade i Catalogue of Life.